# Sự nghiệp điện ảnh của Arnold Schwarzenegger

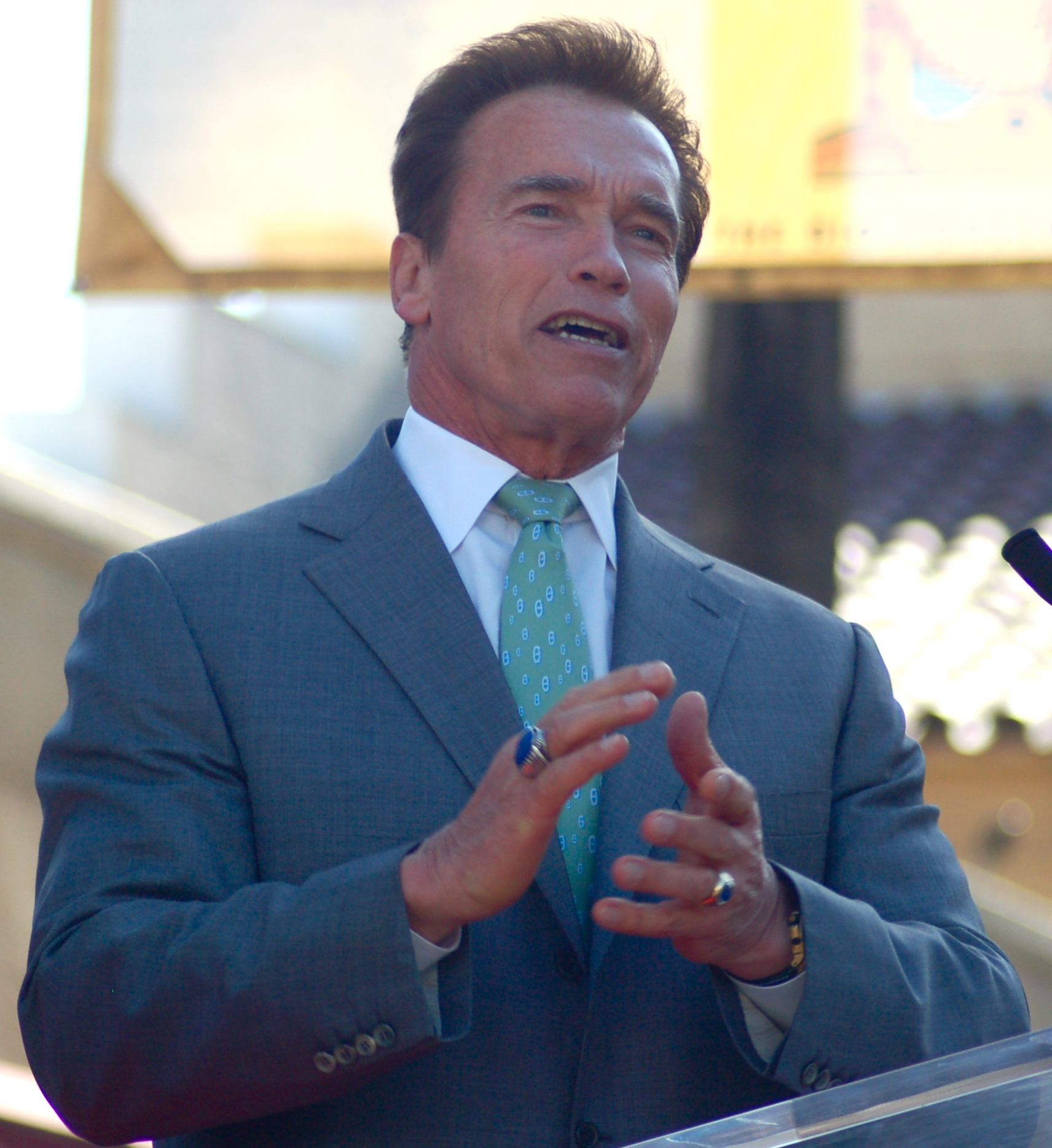

Arnold Schwarzenegger là nam diễn viên người Mỹ gốc Áo, từng là vận động viên thể hình và từng giữ chức Thống đốc bang California (2003-2011). Arnold bắt đầu diễn xuất từ rất sớm với một số vai diễn nhỏ trong các phim truyền hình. Vai diễn đầu tiên của anh là "Arnold Strong". Đến nay, Arnold đã đóng hơn ba mươi bộ phim lớn nhỏ khác nhau. Các thê loại phim anh thường tham gia là hành động, hài đôi khi có cả phim kinh dị.
Arnold được biết nhớ đến nhiều nhất với vai diễn Kẻ hủy diệt trong ba phần đầu của series phim điện ảnh cùng tên.
Arnold Schwarzenegger đã được trao một số giải thưởng và đề cử trong sự nghiệp điện ảnh của mình như: giải thưởng Quả cầu vàng cho Diễn viên mới xuất sắc nhất trong phim Stay Hungry, đề cử Giải Sao Thổ cho Nam diễn viên chính xuất sắc nhất trong T2,... Theo thống kê của Box Office Mojo, một trang web chuyên về doanh thu của các bộ phim, thì những phim mà Arnold đã đóng có tổng số tiền vé lên đến hơn 1,6 tỷ USD trung bình 70 triệu USD cho mỗi phim.

## Danh sách các phim điện ảnh
Vai chính
| Năm  | Phim                               | Vai trò      | Vai trò           | Vai trò                                   | Ghi chú                                               | Tham khảo |
| Năm  | Phim                               | Diễn viên    | Nhà sản xuất      | Vai diễn                                  | Ghi chú                                               | Tham khảo |
| ---- | ---------------------------------- | ------------ | ----------------- | ----------------------------------------- | ----------------------------------------------------- | --------- |
| 1970 | Hercules in New York               | Có           | Không             | Hercules                                  | Được ghi là Arnold Strong "Mr. Universe" trong credit |           |
| 1973 | The Long Goodbye                   | Không credit | Không             | Hood in Augustine's Office                | Vai diễn khách mời                                    | [ 3 ]     |
| 1976 | Stay Hungry                        | Có           | Không             | Joe Santo                                 |                                                       |           |
| 1977 | Pumping Iron                       | Có           | Không             | Chính mình                                | Phim tài liệu                                         |           |
| 1979 | The Villain                        | Có           | Không             | Handsome Stranger                         |                                                       |           |
| 1979 | Scavenger Hunt                     | Có           | Không             | Lars                                      | Vai diễn khách mời                                    |           |
| 1980 | The Comeback                       | Có           | Không             | Chính mình                                | Phim tài liệu                                         |           |
| 1982 | Conan the Barbarian                | Có           | Không             | Conan                                     |                                                       |           |
| 1984 | Conan the Destroyer                | Có           | Không             | Conan                                     |                                                       |           |
| 1984 | The Terminator                     | Có           | Không             | Terminator                                |                                                       |           |
| 1985 | Red Sonja                          | Có           | Không             | Lord Kalidor                              |                                                       |           |
| 1985 | Commando                           | Có           | Không             | Col. John Matrix                          |                                                       |           |
| 1986 | Raw Deal                           | Có           | Không             | Sheriff Mark Kaminsky / Joseph P. Brenner |                                                       |           |
| 1987 | Predator                           | Có           | Không             | Maj. Alan "Dutch" Schaefer                | Làm lại bản 3D năm 2013                               |           |
| 1987 | The Running Man                    | Có           | Không             | Benjamin A. "Ben" Richards                |                                                       |           |
| 1988 | Red Heat                           | Có           | Không             | Cpt. Ivan Danko                           |                                                       |           |
| 1988 | Twins                              | Có           | Không             | Julius Benedict                           |                                                       |           |
| 1990 | Total Recall                       | Có           | Không             | Douglas "Doug" Quaid / Carl Hauser        | Đóng 2 vai                                            |           |
| 1990 | Kindergarten Cop                   | Có           | Không             | Det. John Kimble                          |                                                       |           |
| 1991 | Terminator 2: Judgment Day         | Có           | Không             | The Terminator                            | Làm lại bản 3D năm 2017                               |           |
| 1993 | Dave                               | Có           | Không             | Chính mình                                | Vai diễn khách mời                                    |           |
| 1993 | Last Action Hero                   | Có           | Giám đốc sản xuất | Det. Jack Slater / Chính mình / Hamlet    | Đóng 2 vai                                            |           |
| 1993 | Beretta's Island                   | Có           | Không             | Chính mình                                | Phát hành băng đĩa trực tiếp; Vai diễn khách mời      |           |
| 1994 | True Lies                          | Có           | Không             | Harry Tasker / Harry Renquist             |                                                       |           |
| 1994 | Junior                             | Có           | Không             | Dr. Alexander "Alex" Hesse                |                                                       |           |
| 1996 | Eraser                             | Có           | Không             | U.S. Marshal John Kruger                  |                                                       |           |
| 1996 | Jingle All the Way                 | Có           | Không             | Howard Langston                           |                                                       |           |
| 1997 | Batman & Robin                     | Có           | Không             | Dr. Victor Fries / Mr. Freeze             |                                                       |           |
| 1999 | End of Days                        | Có           | Không             | Jericho Cane                              |                                                       |           |
| 2000 | The 6th Day                        | Có           | Có                | Adam Gibson / Adam Gibson Clone           | Đóng 2 vai                                            |           |
| 2002 | Collateral Damage                  | Có           | Không             | Cpt. Gordon "Gordy" Brewer                |                                                       |           |
| 2003 | Terminator 3: Rise of the Machines | Có           | Không             | Terminator                                |                                                       |           |
| 2003 | The Rundown                        | Không credit | Không             | Bar Patron                                | Vai diễn khách mời                                    | [ 4 ]     |
| 2004 | Around the World in 80 Days        | Có           | Không             | Prince Hapi                               | Vai diễn khách mời                                    |           |
| 2005 | The Kid & I                        | Có           | Không             | Chính mình                                | Phát hành giới hạn; Vai diễn khách mời                |           |
| 2010 | The Expendables                    | Không credit | Không             | Trent "Trench" Mauser                     | Vai diễn khách mời                                    | [ 5 ]     |
| 2012 | The Expendables 2                  | Có           | Không             | Trent "Trench" Mauser                     |                                                       |           |
| 2013 | The Last Stand                     | Có           | Không             | Sheriff Ray Owens                         |                                                       |           |
| 2013 | Escape Plan                        | Có           | Không             | Emil Rottmayer / Victor X. Mannheim       |                                                       |           |
| 2014 | Sabotage                           | Có           | Không             | John "Breacher" Wharton                   |                                                       |           |
| 2014 | The Expendables 3                  | Có           | Không             | Trent "Trench" Mauser                     |                                                       |           |
| 2015 | Maggie                             | Có           | Có                | Wade Vogel                                | Limited release                                       |           |
| 2015 | Terminator Genisys                 | Có           | Không             | Terminator / Guardian                     | 3D mastered in 2015                                   |           |
| 2017 | Aftermath                          | Có           | Có                | Roman Melnyk                              | Limited release                                       |           |
| 2017 | Wonders of the Sea 3D              | Không        | Có                | Narrator                                  | Phim tài liệu                                         |           |
| 2017 | Killing Gunther                    | Có           | Giám đốc sản xuất | Robert "Gunther" Bendik                   | Limited release                                       |           |
| 2018 | The Game Changers                  | Không        | Giám đốc sản xuất | Chính mình                                | Phim tài liệu                                         |           |
| 2019 | Viy 2: Journey to China            | Có           | Giám đốc sản xuất | James Hook                                |                                                       |           |
| 2019 | Terminator: Dark Fate              | Có           | Không             | T-800 / Carl                              |                                                       |           |
| TBA  | Kung Fury 2                        | Có           | Không             | The President                             | Post-production                                       |           |

## Danh sách các chương trình truyền hình
| Năm  | Chương trình                 | Vai               | Số lượng         | Ghi chú               |
| ---- | ---------------------------- | ----------------- | ---------------- | --------------------- |
| 1977 | The Streets of San Francisco | Josef Schmidt     | Một chương trình |                       |
| 1977 | The San Pedro Beach Bums     | Muscleman         | Một chương trình |                       |
| 1980 | The Jayne Mansfield Story    | Mickey Hargitay   |                  | Phim truyền hình      |
| 1990 | Tales from the Crypt         | X-Con             | Một chương trình | Kiêm vai trò đạo diễn |
| 2002 | Liberty's Kids               | Baron von Steuben | Một chương trình | Chỉ lồng tếng         |